# Emanuel Swedenborg
Emanuel Swedenborg (Stockholm, 29 januari 1688 - Londen, 29 maart 1772) was een Zweedse wetenschapper, mysticus, filosoof en theoloog. De familie Swedenborg was van adel. Zijn vader Jesper Swedberg was bisschop en professor aan de universiteit van Uppsala.

## Biografie

### Wetenschapper
Na zijn universitaire studies in Uppsala waar hij filosofie, wiskunde, wetenschappen, Latijn, Grieks en Hebreeuws studeerde, volgde hij nog talrijke andere opleidingen. Hij studeerde fysica, astronomie, werd boekbinder en maakte muziekinstrumenten. Ook interesseerde hij zich voor kosmologie, anatomie, fysiologie, politiek, economie, metallurgie, mineralogie, geologie en scheikunde en na 1743 ook voor godsdienst, esoterie en mystiek.
Swedenborg bestudeerde de hersenen en de endocriene klieren. Sommige van zijn ontdekkingen werden pas in de twintigste eeuw bevestigd als juist/werkbaar. Swedenborg was de eerste die voorstelde het metriek stelsel in te voeren in heel Europa.

### Religieuze crisis
Swedenborg was sterk geïnteresseerd in spiritualiteit. Hij probeerde zelfs een rationele verklaring te vinden voor de werking van de ziel. In de jaren 1744 en 1745 kreeg hij een reeks ‘visioenen’ die diepe indruk op hem maakten. Dat gebeurde na een ernstige crisis in 1743.
Vanaf 1745 verbleef hij tot aan zijn dood in Londen. Daar schreef hij een 30-delig werk over theologie. Swedenborg had in Zweden een maçonniek genootschap opgericht met, op basis van het Boek Genesis, een initiatierituaal in acht graden. In de Verenigde Staten bestaat de ‘Swedenborgritus’, opgericht in 1859 door leden van de 'Church of the New Jeruzalem'. Vanuit New York ging de Ritus verder naar Canada.
Na zijn dood begonnen een paar volgelingen in 1783 in Londen een organisatie op te richten onder de naam ‘Church of the New Jeruzalem’. In 1788 telde zij al talrijke leden die zich verenigden in een tempel.
In de Verenigde Staten zijn er duizenden leden van de Swedenborgiaanse Kerk. Ook Zweden, Polen en Rusland kenden volgelingen van deze Ritus. In Nederland bestaat een Swedenborg-genootschap (Nassauplein 29, ‘s-Gravenhage) dat alle werken van Swedenborg (van ca 1910-1970) in het Nederlands vertaalde. (Eerder, vanaf 1787, verschenen diverse vertalingen van Swedenborgs werken in Nederlandse vertaling). Frappant is dat Jakob Lorber in zijn boek De Geestelijke Zon deel 2, (1846) hoofdstuk 14, Swedenborg noemt en hem mogelijk als reïncarnatie van de profeet Daniël noemt. Daarnaast wordt Swedenborg genoemd in Lorbers werk Bisschop Martinus, hoofdstukken 32 en 52. Daarin worden Swedenborgs werken 'geopenbaarde werken' genoemd.

## Werken
De werken van Swedenborg:

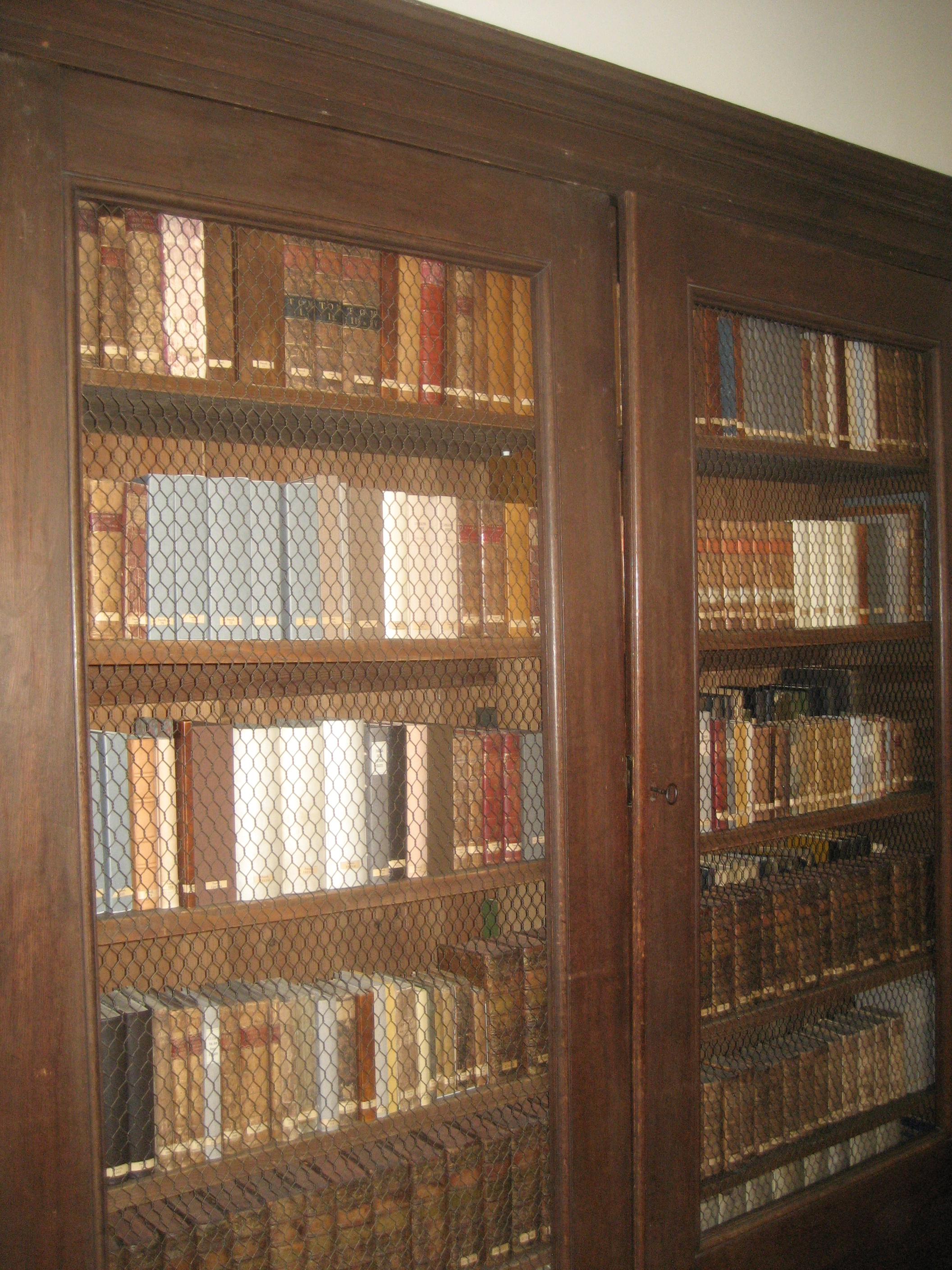
Collectie Swedenborgiana in de Bibliotheca Thysiana in Leiden

- Principia rerum naturalium (1734),
- Oeconomia regni animalis (1740-1741),
- De cultu et amore Dei (1745),
- Arcana coelestia (1749-1756),
- De coelo et de inferno (1758),
- De divino amore et de divina sapientia (1763),
- Apocalypsis Revelata (De Openbaring Onthuld) (1766), NL = 1964
- De amore conjugali (1768),
- Vera christiania religio (1771)
- Diarium spirituale (postuum)

Bibliotheca Thysiana in Leiden heeft een uitgebreide collectie Swedenborgiana.
Na Swedenborgs dood in 1772 werden zijn manuscripten van Londen overgebracht naar Stockholm, waar zij toegevoegd werden aan de werken die zich daar nog bevonden. Deze hele collectie werd door de erfgenamen nagelaten aan de Koninklijke Academie der Wetenschappen. De verzameling is van groot belang omdat zij een van de grootste verzamelingen van handschriften uit de 18e eeuw is, en een van de weinige uit de moderne tijd die als basis dienden voor een nieuwe christelijke kerk, het swedenborgianisme. De collectie is sinds 2005 opgenomen in de Werelderfgoedlijst voor documenten.